# Bérénice Levet
Pour les articles homonymes, voir Levet.
Bérénice Levet est une philosophe et essayiste française née en 1971. Elle développe une pensée conservatrice proche des idées de la droite française.

## Biographie

### Carrière universitaire
Bérénice Levet soutient une thèse de doctorat en philosophie intitulée « Hannah Arendt et la littérature », sous la direction de Robert Legros à l'université de Caen Basse-Normandie en 2006.
Depuis 2019, elle est membre du conseil d'orientation de l'Institut Thomas-More.

### Essayiste
Sa thèse de doctorat donne naissance, en 2011, à une monographie, Le Musée imaginaire d'Hannah Arendt, où elle s'intéresse à la place que la philosophe accorde dans ses écrits à la littérature et aux arts,.
Elle collabore aux journaux Causeur et Valeurs actuelles, à la Revue des deux Mondes et aux revues Le Débat, Commentaire, Esprit, Études et L'Incorrect.
Bérénice Levet prend part à un dossier de la Revue des deux mondes sur le thème « Femmes, islam et République », aux côtés d'Elisabeth Badinter et Caroline Fourest. Elle prend le parti de la « galanterie » contre d'autres autrices féministes. En juin 2018, au moment du mouvement #MeToo, elle co-écrit un débat avec Laure Murat dans L'Express sur le thème « Me too : révolution sexuelle ou nouveau totalitarisme ».

## Réception critique

### Le Musée imaginaire d'Hannah Arendt
Pierre Jourde le décrit comme un livre « indispensable à un moment où l’on s’emploie à faire doucement mourir la littérature et les sciences humaines ».
Pour Paul Thibaud : « Bérénice Levet a le mérite, qui fait l’intérêt exceptionnel de son livre, d’esquisser un fil conducteur qui pourrait réunifier l’interprétation arendtienne du réel. »

### Le Crépuscule des idoles progressistes
Les universitaires Martina Avanza et Magali Della Sudda rapprochent le livre de Bérénice Levet Le Crépuscule des idoles progressistes, qu'elles situent par ailleurs « en dehors du champ partisan », du mouvement des « Ripostes catholiques » et des mobilisations conservatrices entamé en 2013, et le qualifient d' « ouvrage anti-genre ».
Dans Libération, Laurent Joffrin estime que « Bérénice Levet répète sans imagination le message antimoderne des plus réactionnaires. Avec quelques énormités : même Johnny Hallyday serait fautif ». Il estime que le livre est « une synthèse de la pensée Finkielkraut, Le Goff, Zemmour, Muray ou Houellebecq, ces cinq mousquetaires du retour en arrière ».
Salomon Malka de la revue L'Arche qualifie l'essai de « décapant ». Il juge notamment que le « brillant lamento » de l'auteur, puise « aux meilleures sources » et « nourri d’une belle érudition, a des accents convaincants. »

### La Théorie du genre ou Le Monde rêvé des anges
L'essai paru en 2014 est remarqué,, et critiqué,,.
Il est vu par Atlantico comme « un des dix essais les plus importants de l'année 2014 ». Pour Roger-Pol Droit, les pages les plus intéressantes de l'ouvrage « replacent la vogue des rêveries sur le genre dans le désir de notre temps de reconfigurer le corps, de réengendrer carrément l’humain ».
Michel Onfray rapproche la démarche de Levet de celle de Merleau-Ponty et de sa phénoménologie de la séduction et indique que, pour lui : « Dans un essai à contre-courant, la philosophe Bérénice Levet montre que [le] genre réalise paradoxalement le projet chrétien : un corps sans organes, l'aspiration à une neutralité asexuée comme celle des anges ».
Virginie Martin, Marie-Cécile Naves et Baptiste Charles du Think Tank Different estiment au contraire que l'ouvrage témoigne d'un mépris pour les sciences sociales et les études de genre et d'une « méconnaissance inouïe du travail de centaines de chercheurs rigoureux ».
Katy Barasc, philosophe et essayiste, rapproche la pensée de Levet sur ce thème des propos d'Alain Finkielkraut, Michel Onfray et Éric Zemmour : « Les croisés de l’identité sexuée annoncent l’apocalypse de l’humain ». Elle précise : « Je parle de croisade, m’y sentant autorisée par le vocabulaire martyrologique des différents articles accompagnant la parution de l’ouvrage de Bérénice Levet, en particulier celui de Roger Pol-Droit ».

### Libérons-nous du féminisme!
Dans la revue Diogène, Éliane Viennot et Joëlle Wiels rangent l'ouvrage de Levet parmi ceux qui font semblant de se réclamer du féminisme pour mieux se ranger dans « la galaxie qui s’oppose à tout nouveau recul de la domination masculine ». L'idée centrale du livre, selon laquelle le féminisme est une bonne cause mais a été dévoyé et est devenu excessif, est un « credo repris à l’envi dans la presse conservatrice ».

### Le courage de la dissidence, l’esprit français contre le wokisme
Libération rattache le livre  le Courage de la dissidence, l’esprit français contre le wokisme à un « inépuisable filon éditorial » dont les ouvrages partagent « une même propension à générer artificiellement des trouilles collectives tout en se prétendant garant de la liberté d’expression ». Il reproche à ces ouvrages leurs exagérations : « On s’étonnera toujours, encore plus depuis l’invasion de l’Ukraine par le régime de Poutine, de voir comparer, avec le plus grand sérieux, le militantisme progressiste, son attitude d’«éveil» face aux discriminations et les quelques dérives qu’il occasionne, à un régime autoritaire fondé sur un parti unique contrôlant la totalité des sphères sociales, intimes et privées ».
Dans un ouvrage consacré aux nouveaux conservateurs en France, Pascale Tournier cite à plusieurs reprises Bérénice Levet. Selon le sociologue Arnaud Saint-Martin, du CNRS, Bérénice Levet est une essayiste « réactionnaire » proche de l'extrême droite française car elle participe au printemps 2023 au Campus Héméra, structure de formation dédiée aux militants du Rassemblement national. Sur Acrimed, le journaliste Thibault Roques voit en Bérénice Levet le « dernier avatar de l’éditocratie ». Il lui reproche d'avoir « finalement préféré l’exhibition narcissique sur les plateaux et à la radio au dur labeur des philosophes de profession » et estime que « Bérénice Levet n’appartient visiblement pas à cette catégorie de philosophes en quête de définitions précises ou de comparaisons historiques motivées » mais qu'elle propose une « bouillie de pensée, fondée sur des « vérités » hors sol assénées sans la moindre enquête de terrain ». Selon lui, les institutions auxquelles elle s'associe sont « un savant mélange de libéralisme, de conservatisme et de catholicisme ».

## Publications
- « Hannah Arendt et la littérature » (thèse de doctorat en philosophie[1], sous la direction de Robert Legros), université de Caen, Caen,‎ 2006 (OCLC 799699551)
- Le Musée imaginaire d'Hannah Arendt : parcours littéraire, pictural et musical de l’œuvre (thèse remaniée), Paris, Stock, coll. « Les Essais », 2011, 322 p. (ISBN 978-2-234-07103-2, OCLC 780292151, BNF 42530188) 2012 : médaille d'argent du prix Montyon de l’Académie française et prix de philosophie Perreau-Saussine[30].
- Bérénice Levet et François Boespflug, La Pensée des images : entretiens sur Dieu dans l'art, avec Bérénice Levet, Montrouge, Bayard, 2011, 261 p. (ISBN 978-2-227-48285-2, OCLC 780277957, BNF 42517703) Traduit en italien.
- La Théorie du genre ou Le Monde rêvé des anges : l'identité sexuée comme malédiction, Paris, Grasset, novembre 2014, 202 p. (ISBN 978-2-246-81177-0, OCLC 896823067, BNF 44217861, lire en ligne) Préface de Michel Onfray pour l'édition Le Livre de poche de 2016.
- Le Crépuscule des idoles progressistes, Paris, Stock, 2017, 300 p. (ISBN 978-2-234-07981-6)
- Libérons-nous du féminisme ! : Nation française, galante et libertine, ne te renie pas !, Paris, Éditions de l'Observatoire, 2018, 224 p. (ISBN 979-10-329-0369-8, BNF 45609684)
- L'Écologie ou l'ivresse de la table rase, éditions de l’Observatoire, 2022.
- Le Courage de la dissidence, éditions de l'Observatoire, 2022

### Autre
- « Transcription » d'Un cœur intelligent d'Alain Finkielkraut, paru en 2009[31]